# Käte Walter
Käte Walter (* 20. Januar 1898 in Insterburg; † 1974 in Zwickau) war eine deutsche Malerin und Grafikerin.

## Leben und Werk
Zu Käte Walter wurden nahezu keine biografischen Informationen gefunden. Sie lebte in Königsberg, war Mitglied des Kunstvereins Königsberg und wurde u. a. 1927 im Verzeichnis ostpreußischer Künstler aufgeführt. Später lebte und arbeitete sie als freischaffende Künstlerin in Zwickau. In der Zeit des Nationalsozialismus war sie obligatorisch Mitglied der Reichskammer der bildenden Künste.
Käte Walter widmete sich vor allem Themen des heimischen Bergbaus und der Landschaft. Zudem gehören Porträts und Plakate zu ihrem Gesamtwerk. Als Auftragsarbeiten schuf sie auch Exlibris und in der DDR einige wenige buchgestalterische Arbeiten für den Reclam-Verlag Leipzig.
1962 wurde sie von der Stadt Zwickau mit dem Max-Pechstein-Preis ausgezeichnet.

## Werke
- Kohlenhalde (1949, Aquarell)
- Erzbergmann (Kreide; 1951 auf der Mittelsächsischen Kunstausstellung)[2]
- Arbeiterstudent (Lithografie; 1952 auf der Mittelsächsischen Kunstausstellung)
- Landschaft mit überdachter Holzbrücke (1952, Aquarell)[3]
- Landschaft (1952, Aquarell)[4]
- Haldengelände bei Martin Hoop II (1958, Holzschnitt)[5]
- Schwarze Pumpe (Holzschnittfolge)

## Ausstellungen (mutmaßlich unvollständig)
- 1933: Königsberg, Kunsthalle am Wrangelturm („Romantik und Gegenwart in Ostpreußen“)
- 1935, 1937 und 1939: Königsberg, Kunsthalle am Wrangelturm („Ostpreußenkunst. Kunstausstellung des Kunstvereins Königsberg“)
- 1948: Freiberg, Stadt- und Bergbaumuseum („3. Ausstellung Erzgebirgischer Künstler“)[6]
- 1949: Glauchau, Stadt- und Heimatmuseum („Frühjahrs-Kunstausstellung 1949“ des Zwickauer Künstlerkreises)
- ab 1949: Chemnitz, mehrmals Mittelsächsische Kunstausstellung
- 1949: Zwickau, Städtisches Museum („Bergbau in Kunst und Schrifttum“)
- 1963: Karl-Marx-Stadt, Museum am Theaterplatz („10 Jahre Architektur, bildende Kunst und bildnerisches Volksschaffen in Karl-Marx-Stadt“)[7]